# Boris Koudoïarov
Boris Pavlovitch Koudoïarov (en russe : Борис Павлович Кудояров, en anglais : Boris Pavlovich Kudoyarov) est un photographe et photojournaliste soviétique, né à Tachkent en 1898 et mort à Moscou en 1973.

## Biographie
Boris Koudoïarov sert dans l'Armée rouge de 1918 à 1920.
À partir de 1924, il publie ses photos dans les revues Culture physique et sport (ru) (en russe : Физкультура и спорт) et Photo soviétique (ru) (en russe : Советское фото). À partir de 1926, il est photojournaliste pour l'agence Unionphoto (en russe : Унионфото) puis, à partir de 1929, il parraine le photoclub de l'usine Spartak (ru). En 1930-1931, il fait partie du groupe d'artistes Octobre (ru) et subit l'influence de ses chefs de file, Alexandre Rodtchenko, Boris Ignatovitch (ru) et Eleazar Langman.
À partir de 1931, il est photojournaliste pour l'agence Soïouzphoto. Il se spécialise dans le domaine du sport et réalise également une chronique photographique de l'industrialisation et de la collectivisation du pays. En 1932, à l'occasion des célébrations du 1er mai, il photographie à partir d'un avion Polikarpov R-5 la Place Rouge avec ses colonnes de manifestants, les décorations du Métrostroï (ru), le Palais du travail (ru), la Place Sverdlov avec les portraits-géants en son centre. La même année, il entreprend un voyage de travail à travers les entreprises du district de Nijni Novgorod (ru) : il réalise des photos de l'Usine automobile de Nijni Novgorod, des usines de Sormovo et de Vyksa (ru), du port et d'autres sujets similaires.
À partir de 1933, il est correspondant des Izvestia puis, à partir du milieu des années 1930, de la Komsomolskaïa Pravda. Pendant la Seconde Guerre Mondiale, il est photojournaliste pour ce dernier journal durant les 900 jours du Siège de Léningrad (1941-1944) : il prend alors environ 3000 clichés, dont beaucoup font partie des chefs-d'œuvre du journalisme et de la photographie soviétiques. Après-guerre, il poursuit son activité en tant que photojournaliste pour la Komsomolskaïa Pravda.
Il est membre du bureau de la Commission centrale pour la photo de l'Union des journalistes d'URSS et du Comité d'organisation des expositions pan-soviétiques.
Il participe aux expositions nationales et internationales suivantes :
- VIIe salon international de photographie (Cracovie, 1933)
- Exposition "Les maîtres de l'art photographique soviétique" (Moscou, 1935)
- Salon international "Iris" (Anvers, 1935, 1937)
- Exposition internationale de photographie de la Société Mánes (Prague, 1936)
- Exposition de photographie d'art en couleur (Moscou, 1954)
- Exposition de photographie d'art (Moscou, Maison centrale des journalistes, 1955)
- Exposition annuelle pan-soviétique de photographie d'art "Un septennat d'action" (Moscou, 1960-1963)
- Exposition de photographie artistique et documentaire "Cinquante ans de la Révolution d'Octobre", consacrée au cinquantenaire de la fondation de l'URSS (Moscou, 1973) - Série primée "Asie centrale, 1920-1970"
- Exposition pan-soviétique de photographie artistique et documentaire "Mon pays" (Moscou, Centre des expositions, 1973)

Une exposition spécifiquement dédiée à Boris Koudoïarov eut également lieu à Moscou en 1968 (Maison centrale des journalistes), à l'occasion de son quarantième anniversaire de travail en tant que journaliste.
Boris Koudoïarov est inhumé au Cimetière Vagankovo de Moscou.
Ses archives sont détenues par RIA Novosti.

## Prix et distinctions
- Ordre de l'Étoile rouge
- Travailleur de la culture émérite de la République socialiste fédérative soviétique de Russie

## Expositions
Des expositions des photos de Boris Koudoïarov ont été organisées récemment :
- Sur le Siège de Léningrad : "Le visage du blocus", Maison du Cinéma, Saint-Pétersbourg, 18/01/2013-18/03/2013[1]